# Кэмпбелл, Роберт (регбист)
Роберт «Берти» Джозеф Кэмпбелл (англ. Robert "Bertie" Joseph Campbell, родился 25 апреля 1971 в Брисбене) — австралийский и российский регбист, игрок в регбилиг.

## Биография
На школьном уровне играл в регбилиг, выступая на позиции хукера. Как профессиональный игрок, выступал на позиции пропа. Выступал за команду из Брисбена «Вестерн Сабёрбз Пантерз», откуда перешёл в сиднейский клуб «Вестерн Сабёрбз Мэгпайз». Позже выступал за клубы «Иллауара Стилерз» и «Голд Кост Чарджерз».
В сборную России Кэмпбелл попал благодаря наличию русских корней, будучи игроком «Редклифф Долфинз» — один из его дедушек, Иосиф, покинул СССР как минимум после Великой Отечественной войны. На чемпионате мира 2000 года в матче против Австралии именно с подачи Кэмпбелла была занесена единственная попытка сборной в том матче, оказавшаяся в активе Мэттью Донована. Россия проиграла тот матч со счётом 110:4. По словам комментатора Эндрю Восса, автора книги «Мелочи, которые вы могли не заметить» (англ. Stuff You May Have Missed), Кэмпбеллу и Доновану русская мафия якобы предложила огромные деньги в обмен на согласие сыграть за сборную России на турнире.
Сегодня Кэмпбелл — учитель в школе Roachedale Primary School.